# Euroracing

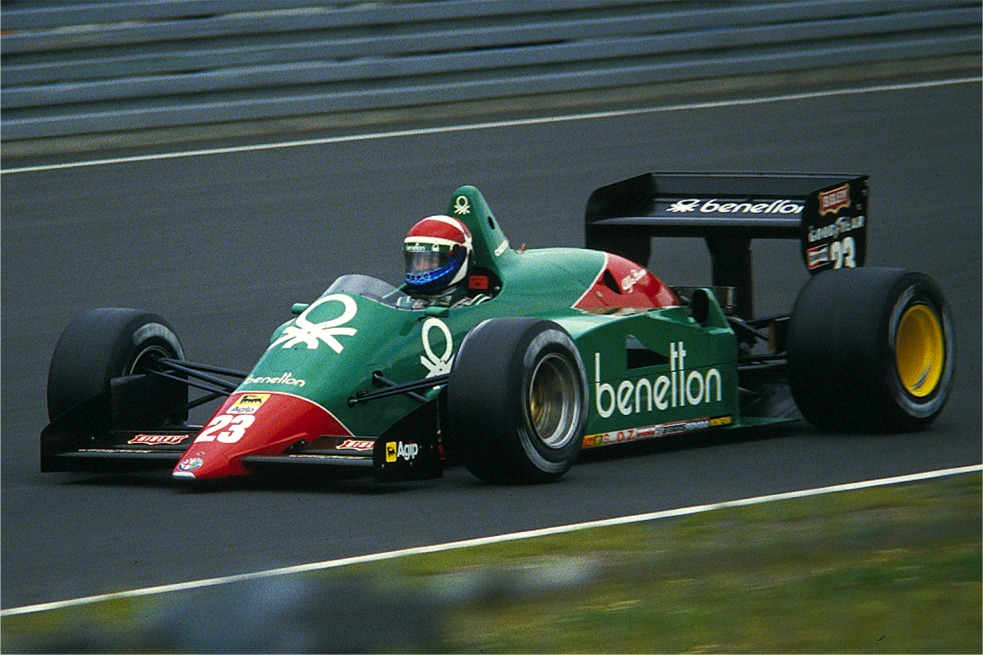
Eddie Cheever su Alfa Romeo 184T della squadra Euroracing nel Gran Premio di Germania 1985

La Euroracing è stata una squadra corse italiana con sede a Senago, in Lombardia, attiva negli anni 80 del XX secolo.
Creata da Giampaolo Pavanello, ha partecipato alle corse nelle categorie Formula 3, Formula 2 e Formula 1 come scuderia semiufficiale dell'Alfa Romeo.
Dopo avere terminato l’attività in Formula 1 si è unita alla Brun Motorsport per creare la nuova scuderia EuroBrun che venne impegnata, sempre in Formula 1, per tre stagioni tra il 1988 e il 1990.